# Tipula (Trichotipula) kraussi
Tipula (Trichotipula) kraussi is een tweevleugelige uit de familie langpootmuggen (Tipulidae). De soort komt voor in het Neotropisch gebied.